# Harold Annison
Harold Edward Annison (Hackney, 27 dicembre 1895 – Worthing, 27 novembre 1957) è stato un nuotatore e pallanuotista britannico, specializzato nello stile libero.

## Palmarès
- Giochi olimpici

Anversa 1920: bronzo nella staffetta 4x200 metri stile libero.